# Tour Blanche (Nuremberg)
Pour les articles homonymes, voir Tour Blanche (homonymie).

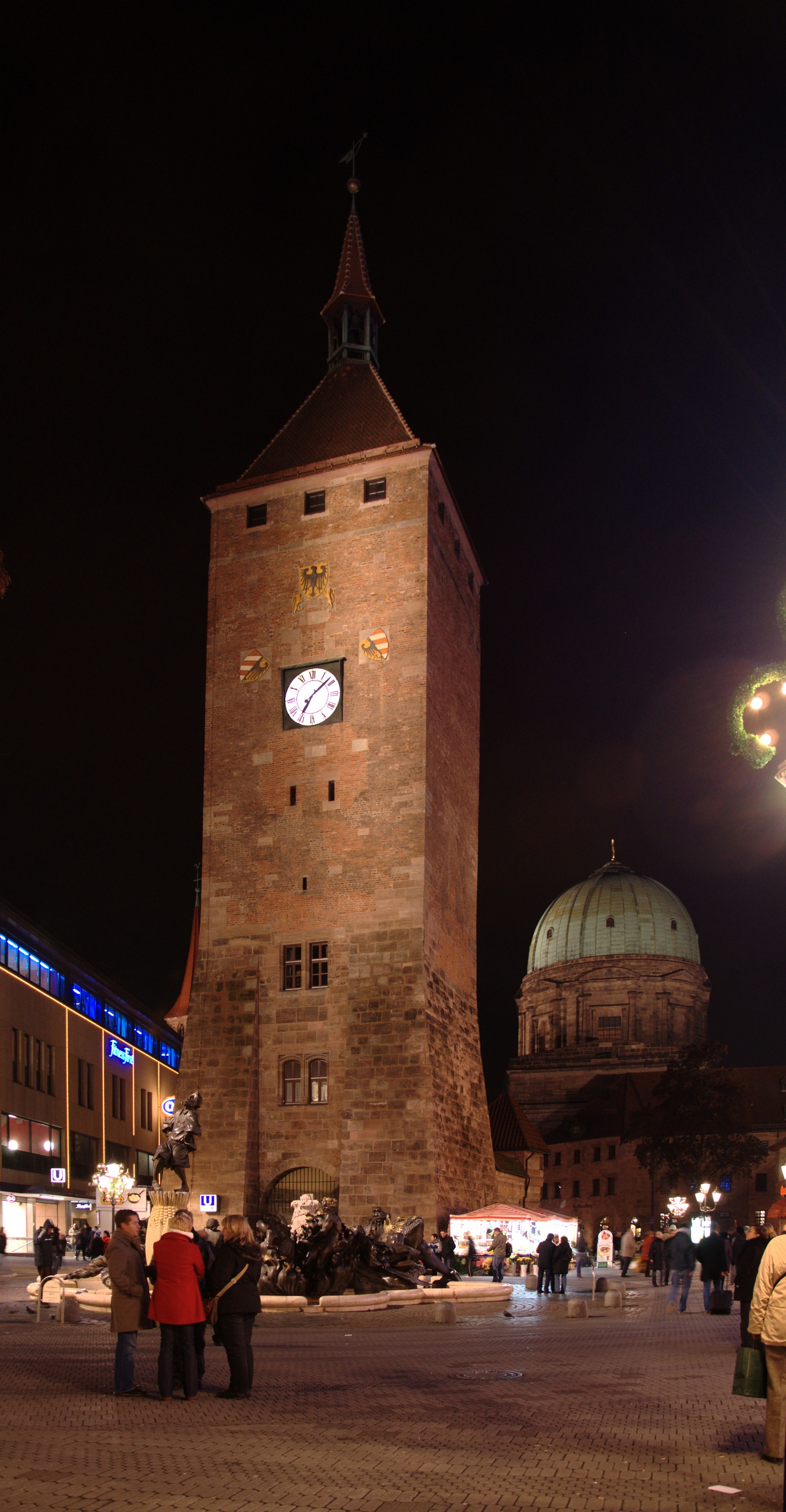
La Tour Blanche de nuit (du nord-est), à droite en arrière-plan le dôme de Sainte-Elisabeth.

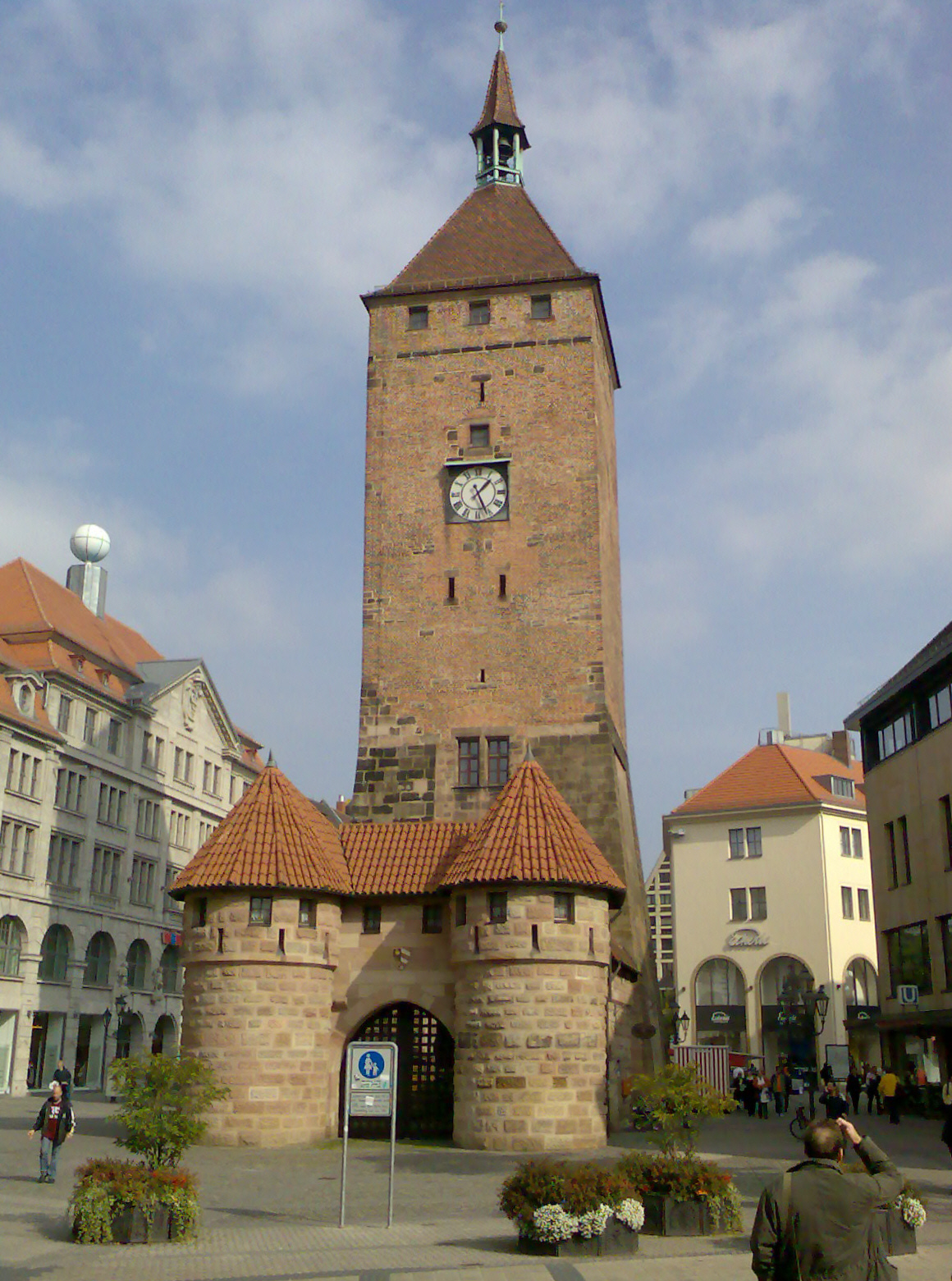
Tour Blanche avec barbacane (du sud-ouest).

La tour Blanche (en allemand, Weisser Turm) est une tour de porte des anciennes fortifications de Nuremberg. 

## Localisation
La tour est située sur la Ludwigsplatz dans la vieille ville de Lorenz, en face des anciennes églises teutoniques St. Jakob et St. Elisabeth. Elle ferme la zone piétonne (Karolinenstraße et Breite Gasse) commençant à l'église Saint-Laurent à l'ouest. Alors qu'elle était autrefois insérée dans le deuxième mur de la ville, qui a depuis été démoli, elle est maintenant libre sur la place. À l'est se trouve la fontaine Hans Sachs, que les gens de Nuremberg appellent affectueusement le Ehekarussell. 

## Histoire
La tour faisait à l'origine partie de l'Inner Spittlertores (du nom de l'ancien Elisabethspital voisin) et, comme la Laufer Schlagturm, abrite un clocher, qui annonçait l'horloge de Nuremberg quelque peu compliquée dans le cadre d'un réseau complet de sonnettes. 
La tour est une construction en blocs de brique / grès avec un passage de porte voûté et des niches. Elle a probablement été construite vers 1250 et servait également à l'origine de poste de péage  . Avec la Laufer Schlagturm et la Tour de la dette, c'est l'une des rares tours restantes de son époque à Nuremberg. Sa démolition, prévue après le passage de la ville impériale à la Bavière, a été empêchée par la résistance des citoyens de Nuremberg. 
Son nom est dérivé du plâtrage blanc de la maçonnerie en brique des années antérieures. Au cours des travaux de rénovation de l'après-guerre, le plâtre a été enlevé et la barbacane a été réparée. 
Depuis la construction du métro en 1978, un escalator a été intégré à l'entrée est de la station de métro Weißer Turm.  

## Anecdote
Les mauvaises langues prétendent que la Tour Blanche n'est plus blanche car elle devrait être nettoyée par les vierges de Nuremberg. 

## Littérature
- Helge Weingärtner:
- Kurt Müller, Plans de démolition empêchés. Laufer Schlagturm, Männerschuldurm et Weißer Turm devraient être construits au XIXe siècle. Century est victime de la pioche, dans: MVGN 78, 1991, pp. 175–96

## Source de traduction
- (de) Cet article est partiellement ou en totalité issu de l’article de Wikipédia en allemand intitulé « Weißer Turm (Nürnberg) » (voir la liste des auteurs).